# Марк Гаутзагер
Марк Гаутзагер  (нід. Marc Houtzager, 9 січня 1971) — нідерландський вершник, олімпійський медаліст.

## Виступи на Олімпіадах
| Олімпіада   | Дисципліна       | Місце |
| ----------- | ---------------- | ----- |
| Пекін 2008  | конкур, особисті | 8     |
| Пекін 2008  | конкур, командні | 4     |
| Лондон 2012 | конкур, особисті | =9    |
| Лондон 2012 | конкур, командні | 2     |

## Зовнішні посилання
- Досьє на sport.references.com [Архівовано 17 грудня 2012 у Wayback Machine.]